# Luz Long
Carl Ludwig "Lu(t)z" Long, född 27 april 1913 i Leipzig, död 13 juli 1943 San Pietro Clarenza, Sicilien, Italien, är mest känd som tysk friidrottare under OS 1936 i Berlin, Tyskland.
Längdhoppsduellen mellan Long och Jesse Owens blev historisk. Long började med att sätta olympiskt rekord redan i kvalet, samtidigt som Owens gjorde två övertramp. Owens behövde göra 7,15 i sitt sista kvalhopp, då hjälpte Long sin konkurrent med goda råd och Owen tog sig till finalen. I finalen på eftermiddagen samma dag 4 augusti var Jesse Owens överlägsen med 8,06 meter, och Long tog silvret på 7,87 meter. Long var den förste att gratulera Jesse Owens, sedan lämnade de arenan arm i arm.
”Det krävdes stort mod av honom att hjälpa mig framför ögonen på Hitler”, skrev Jesse Owens senare i sina memoarer. ”Du skulle kunna smälta ner alla medaljer och pokaler jag hade och de skulle ändå inte räckt till för att förgylla den 24-karatiga vänskap jag kände för Lutz Long i detta ögonblick.”
Long stupade under de allierades invasion av Sicilien och ligger begraven på krigskyrkogården Motta Sant'Anastasia.
Ättlingar till Long var inbjudna till friidrotts-VM i Berlins klassiska olympiastadium 15 till 23 augusti 2009.